# Глен Дејл (Мериленд)
Глен Дејл (енгл. Glenn Dale) насељено је место без административног статуса у америчкој савезној држави Мериленд.

## Демографија
По попису из 2010. године број становника је 13.466, што је 857 (6,8%) становника више него 2000. године.
| Група             | 2000.         | 2010.         |
| Белци             | 4.959 (39,3%) | 3.193 (23,7%) |
| Афроамериканци    | 6.064 (48,1%) | 8.011 (59,5%) |
| Азијати           | 983 (7,8%)    | 890 (6,6%)    |
| Хиспаноамериканци | 304 (2,4%)    | 1.050 (7,8%)  |
| Укупно            | 12.609        | 13.466        |